# Adolphe Biarent
Adolphe Biarent, né le 11 octobre 1871 à Frasnes-lez-Gosselies, et mort le 4 février 1916 à Mont-sur-Marchienne, est un compositeur, chef d'orchestre, violoncelliste, pianiste, organiste et professeur de musique classique belge.

## Biographie
Adolphe Biarent, né le 11 octobre 1871 à Frasnes-lez-Gosselies, est le fils de Jules Biarent, menuisier, et d'Octavie Renaud, d'origine française. En 1879, la famille s'installe à Montigny-le-Tilleul, où deux des filles deviendront institutrices. Le 5 août 1905, il se marie avec Hélène Moreau à Charleroi.
Il commence à pratiquer la musique grâce à un concertiste de l'harmonie de Frasnes-lez-Gosselies, son village natal. Au vu de ses talents musicaux, les parents d'Adolphe Biarent l'inscrivent au Conservatoire royal de Bruxelles, où il remporte en 1890 le premier prix d'harmonie. Il se forme ensuite au Conservatoire royal de Gand, notamment avec Émile Mathieu, où il termine ses études en 1896 en remportant le premier prix de fugue. Après ses études, il devient professeur à l'Académie de musique à Montigny-le-Tilleul et à l'Académie royale de musique de Charleroi.
Un Prix de Rome en composition musicale obtenu en 1901 avec sa cantate Œdipe à Colone lui permet de découvrir l’Italie et surtout l’Autriche et l’Allemagne, sur les traces de ses maîtres préférés, Beethoven et Wagner. De nature discrète, l'on sait peu de choses sur ses voyages.
De retour en Belgique, il met toute son énergie et son talent à doter Charleroi d’une vie musicale de qualité. À l'Académie royale de musique de Charleroi, il est professeur de solfège, d'harmonie, de contrepoint, de musique de chambre et de fugue. Il a comme élève Fernand Quinet, futur compositeur et chef d'orchestre de renommée mondiale. Il contribue en 1906 à la création d'un orchestre philharmonique au sein de l'Académie royale de musique de Charleroi. À partir de 1907, il dirige comme chef d'orchestre cet ensemble instrumental lors de concerts auxquels participent de célèbres solistes tel Eugène Ysaye. La programmation de l'orchestre intègre à plusieurs reprises ses propres compositions ainsi que celles d'autres compositeurs wallons.
Au cours de la Première Guerre mondiale, il décède d'une hémorragie cérébrale à 44 ans et est inhumé au cimetière de Montigny-le-Tilleul.

## Œuvre
L'œuvre de Biarent s'imprègne du courant romantique et de ses grands représentants. Il est dans la lignée de César Franck et de Richard Wagner et puise notamment son inspiration dans ses contemporains allemands et autrichiens. Il manifeste également son attachement au sol natal wallon et à sa région par des compositions telles que Les trois mélodies pour chant et orchestre sur des poèmes d'écrivains du Pays Noir, la Rhapsodie wallonne pour piano et orchestre, et la Marche triomphale, dédiée à la Ville de Charleroi.

## Musique d'orchestre
- Fingal, ouverture, 1894
- Impressions du soir, 1897
- Œdipe à Colone, cantate pour soli, chœurs et orchestre 1901
- Trenmor, poème symphonique 1905
- Symphonie en ré mineur 1908
- Sonnets pour violoncelle et orchestre (d'après José-Maria de Heredia)
  - Le Réveil d'un Dieu 1909
  - Floridum Mare, 1910
- La Légende de l'amour et de la mort, 1910
- Marche triomphale, 1910
- Trois mélodies pour chant et orchestre 1911 :
  - Au long de la Sambre ;
  - Coin de terre ;
  - La Fête au bois.
- Poème héroïque, d'après Hjalmar de Leconte de Lisle 1911
- Contes d'Orient, suite symphonique 1911
- Rhapsodie wallonne, pour piano et orchestre 1911

## Musique de chambre
- Sonnet, pour piano 1904
- Sérénade, pour piano 1904
- Esquisses, trois pièces pour piano
- Feuille d'Album et Nocturne pour piano 1905
- Nocturne, pour chant, harmonium, piano, harpe et cor 1905
- Quintette en ré mineur, pour piano et cordes 1912
- Douze préludes Moyen Âge, pour piano 1913
- Sonate pour violoncelle et piano 1914

## Musique vocale
- Cycle de mélodies Huit mélodies, pour mezzo-soprano :
  - I Lied
  - II Désir de mort
  - III Le chant de ma mère
  - IV Il passa
  - V Chanson
  - VI La lune blanche luit dans les bois
  - VII Ballades au Hameau
  - VIII La chanson du vent

## Discographie
- Adolphe Biarent | Contes d'Orient, Diane Andersen, Orchestre Philharmonique royal de Liège, Pierre Bartholomée. Cypres 1998 (CYP7605)
- Adolphe Biarent | Chamber music, Diane Andersen, Marc Drobinsky, Quatuor Danel. Cypres 2002 (CYP4611)

## Hommages
- En 1931, les autorités de Montigny-le-Tilleul plantent un tilleul de Hollande en hommage à sa mémoire[10] (remplacé après sa dégradation par un autre tilleul en 1933) ;
- À Montigny-le-Tilleul, la « Place Adolphe Biarent » perpétue sa mémoire ;
- En 1948 :
  - Charleroi lui rend hommage et donne son nom à une rue[11]. Elle accueille depuis 1964 le Conservatoire Arthur Grumiaux ;
  - un médaillon en bronze à son effigie a été inauguré le 6 octobre 1948 dans le hall d'entrée du Conservatoire de Charleroi.